# Hintere Brandjochspitze
La Hintere Brandjochspitze est une montagne d'une altitude de 2 599 m dans le massif des Karwendel.

## Géographie

### Topographie
La Hintere Brandjochspitze se situe à 200 m de la Vordere Brandjochspitze.

## Ascension
Le sommet peut être atteint avec un niveau de difficulté 1 depuis la Vordere Brandjochspitze par un ravin à gauche de la crête. Une montée plus difficile (niveau 3) mène par l'arête occidentale depuis la Hohe Warte. D'autres itinéraires sur le Hippengrat orienté au nord (niveau 4) depuis le Hippenspitze (2 388 m d'altitude) et depuis le nord-ouest (niveau 4) sont rarement utilisés.